# Elias Kane

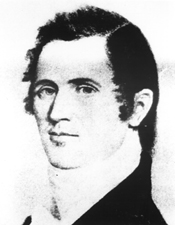
Elias Kane

Elias Kent Kane, född 7 juni 1794 i New York, död 12 december 1835 i Washington, D.C., var en amerikansk politiker. Han representerade delstaten Illinois i USA:s senat från 1825 fram till sin död.
Kane utexaminerades 1813 från Yale College, studerade sedan juridik och inledde sin karriär som advokat i Nashville. Han tjänstgjorde därefter som domare i Illinoisterritoriet och deltog 1818 i Illinois första konstitutionskonvent. Kane var delstatens statssekreterare (Illinois Secretary of State) 1818–1822 och efterträdde 1825 John McLean i USA:s senat. Han var en anhängare av Andrew Jackson. Senator Kane avled 1835 i ämbetet och efterträddes av William Lee D. Ewing. Kane County har fått sitt namn efter Elias Kane.